# Giambattista Benedetti
Giambattista (Gianbattista) Benedetti (14 de agosto de 1530 — 20 de janeiro de 1590) foi um matemático italiano de Veneza que também se interessou por física, mecânica, construção de relógios de sol e ciência da música.

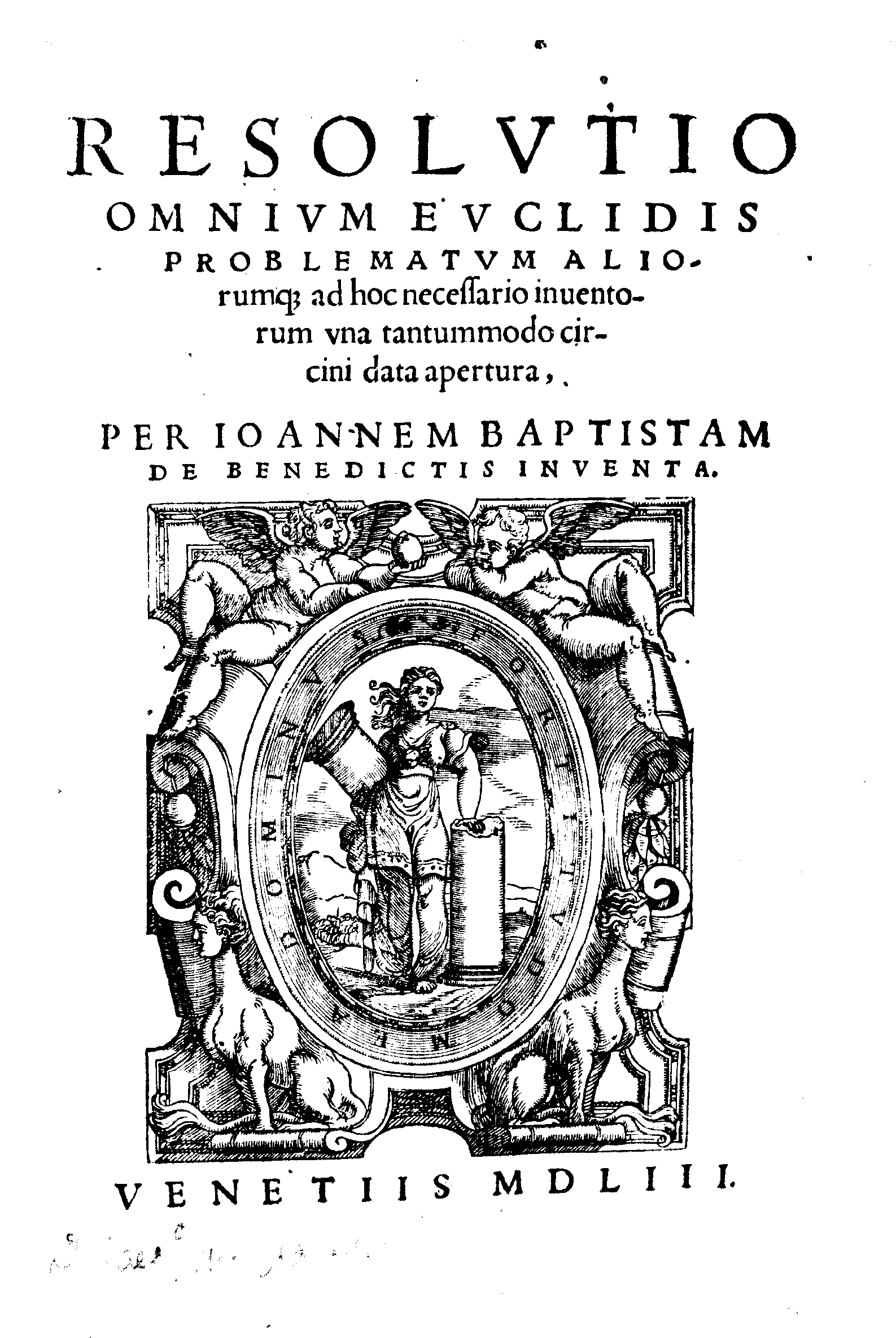
Resolutio omnium Euclidis problematum, 1553

## Ciência do movimento
Em suas obras Resolutio omnium Euclidis problematum (1553) e Demonstratio proportionum motuum localium (1554), Benedetti propôs uma nova doutrina sobre a velocidade dos corpos em queda livre. A doutrina aristotélica aceita naquela época era que a velocidade de um corpo em queda livre é diretamente proporcional ao peso total do corpo e inversamente proporcional à densidade do meio. A visão de Benedetti era que a velocidade depende apenas da diferença entre a gravidade específica do corpo e a do meio. Ao contrário da teoria aristotélica, sua teoria previa que dois objetos do mesmo material mas de pesos diferentes cairiam na mesma velocidade, e também que objetos de materiais diferentes no vácuo cairiam em velocidades diferentes, embora finitas.
Em uma segunda edição da Demonstratio (também 1554), ele estendeu esta teoria para incluir o efeito da resistência do meio, que ele disse ser proporcional à seção transversal ou à área superficial do corpo. Assim, dois objetos do mesmo material mas de diferentes áreas superficiais cairiam em velocidades iguais apenas no vácuo. Ele repetiu esta versão de sua teoria em sua obra posterior Diversarum speculationum mathematicarum et physicarum liber (1585). Neste trabalho ele explica sua teoria em termos da então corrente teoria do ímpeto.
Acredita-se que Galileu derivou sua teoria inicial da velocidade de um corpo em queda livre a partir de sua leitura das obras de Benedetti. Assim, o relato encontrado no De motu de Galileu, seu trabalho inicial sobre a ciência do movimento, segue a teoria inicial de Benedetti conforme descrita acima. Omite o desenvolvimento posterior que incluía a resistência do meio e não apenas sua densidade. Neste trabalho inicial, Galileu também adere à teoria do ímpeto.
Em 1562, o jesuíta Jean Taisnier publicou pela editora de Johann Birkmann de Colônia uma obra intitulada Opusculum perpetua memoria dignissimum, de natura magnetis et ejus effectibus, Item de motu continuo. Isto é considerado uma peça de plágio, pois Taisnier apresenta, como se fosse seu, a Epistola de magnete de Pedro Peregrino e a segunda edição da Demonstratio de Benedetti.

## Música
Em uma carta a Cipriano de Rore datada de cerca de 1563, Benedetti propôs uma nova teoria da causa da consonância e dissonância, argumentando que, como o som consiste em ondas de ar ou vibrações, nos intervalos mais consonantes as ondas mais curtas e mais frequentes concordavam com as ondas mais longas e menos frequentes em intervalos regulares. Na mesma carta, ele propôs uma medida de consonância tomando o produto do numerador e do denominador de um intervalo racional em termos mínimos; isto pode ser considerado uma função altura primitiva. Isaac Beeckman e Marin Mersenne adotaram esta teoria no século seguinte. Quando buscaram a opinião de Descartes sobre a teoria de Benedetti, Descartes recusou-se a julgar a qualidade das consonâncias por tal método racional. Descartes argumentou que o ouvido prefere uma ou outra de acordo com o contexto musical em vez de por causa de qualquer concordância de vibrações.
Séculos depois, Hermann von Helmholtz, em Sensações do Tom (1863) sugeriu que a consonância era devida à coincidência de harmônicos, que foi refinada por David Cope no conceito de força do intervalo (1997), sugerindo uma medida similar (coeficientes menores são mais consonantes), mas um mecanismo diferente (harmônicos coincidindo, em vez das ondas fundamentais coincidindo periodicamente). James Tenney usou o logaritmo da medida de Benedetti como sua "distância harmônica" (1983): {\displaystyle \log _{2}(ab)} é a distância harmônica para a razão b/a medida a partir de um centro tonal arbitrário 1/1, e corresponde geometricamente à distância de Manhattan da origem, onde as coordenadas são os logaritmos dos termos da razão.

## Obras

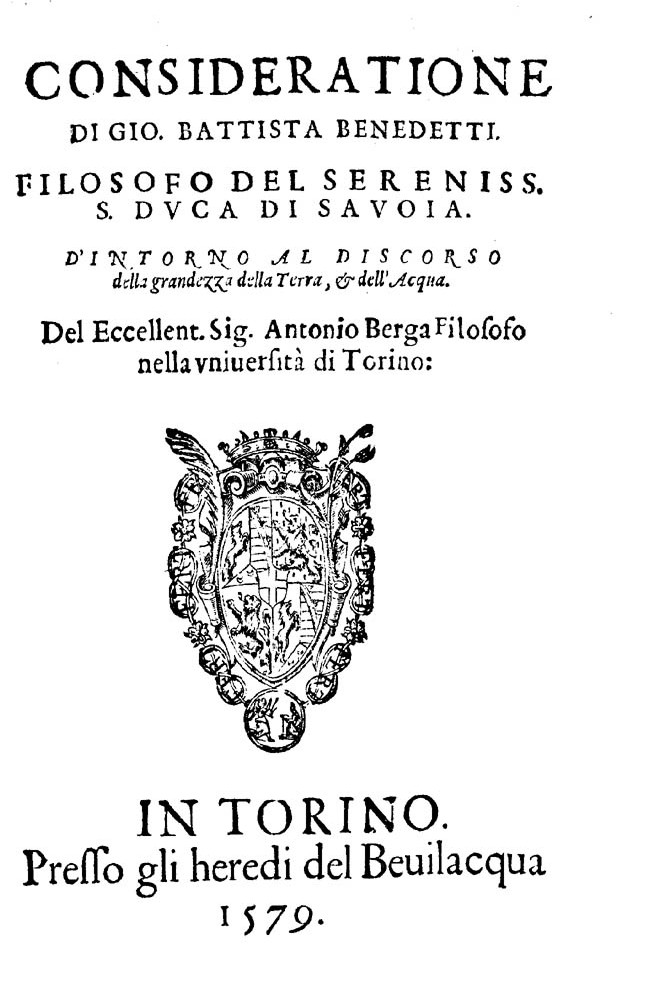
Consideratione d'intorno al discorso della grandezza della terra, e dell'acqua, 1579

- De gnomonum umbrarumque solarium usu (em latim). Torino: eredi Niccolò Bevilacqua. 1574
- Consideratione d'intorno al discorso della grandezza della terra, e dell'acqua (em italiano). Torino: eredi Niccolò Bevilacqua. 1579
- Diversarum speculationum mathematicarum et physicarum liber (em latim). Torino: eredi Niccolò Bevilacqua. 1585
- Demonstratio proportionum (em italiano). Venezia: Istituto veneto di scienze lettere ed arti. 1985